# Hrvatski Nogometni Klub Gorica 2018-2019
Questa voce raccoglie le informazioni riguardanti il Hrvatski Nogometni Klub Gorica nelle competizioni ufficiali della stagione 2018-2019.

## Stagione
Nella stagione dell'esordio nel massimo campionato croato il Gorica riuscì non solo a centrare la salvezza ma addirittura a lottare per la qualificazione alle coppe europee. Concluse il campionato al quinto posto, a soli tre punti dalla terza e quarta classificata (Osijek e Hajduk Spalato), qualificate all'Europa League.

## Rosa
| N. |                                 | Ruolo | Calciatore         |
| -- | ------------------------------- | ----- | ------------------ |
| 1  | Croazia (bandiera)              | P     | Kristijan Kahlina  |
| 2  | Nigeria (bandiera)              | D     | Musa Muhammed      |
| 3  | Bosnia ed Erzegovina (bandiera) | D     | Aleksandar Jovičić |
| 4  | Nigeria (bandiera)              | D     | Godfrey Oboabona   |
| 5  | Croazia (bandiera)              | D     | Igor Čagalj        |
| 6  | Polonia (bandiera)              | C     | Michał Masłowski   |
| 7  | Romania (bandiera)              | C     | Ronaldo Deaconu    |
| 8  | Paesi Bassi (bandiera)          | C     | Joey Suk           |
| 9  | Polonia (bandiera)              | A     | Łukasz Zwoliński   |
| 10 | Croazia (bandiera)              | C     | Matija Dvorneković |
| 11 | Paesi Bassi (bandiera)          | C     | Justin Mathieu     |
| 12 | Croazia (bandiera)              | P     | Marko Veriga       |
| 14 | Croazia (bandiera)              | C     | Martin Maloča      |

| N. |                    | Ruolo | Calciatore             |
| -- | ------------------ | ----- | ---------------------- |
| 15 | Serbia (bandiera)  | D     | Nemanja Ljubisavljević |
| 18 | Croazia (bandiera) | C     | Martin Šroler          |
| 19 | Croazia (bandiera) | D     | Marijan Čabraja        |
| 21 | Uganda (bandiera)  | C     | Farouk Miya            |
| 22 | Georgia (bandiera) | D     | Giorgi Mchedlishvili   |
| 25 | Croazia (bandiera) | D     | Krešimir Krizmanić     |
| 25 | Croazia (bandiera) | D     | Krešimir Krizmanić     |
| 30 | Croazia (bandiera) | C     | Mario Marina           |
| 33 | Croazia (bandiera) | D     | Matija Špičić          |
| 40 | Ghana (bandiera)   | C     | Ahmed Ramzy Yussif     |
| 44 | Croazia (bandiera) | A     | Kristijan Lovrić       |
| 45 | Ghana (bandiera)   | D     | Nasiru Moro            |
| 99 | Senegal (bandiera) | A     | Cherif Ndiaye          |

## Risultati

### Prva HNL
| Arbitro: | Igor Križarić |

|                         |           |  |
| Pavičić 20’ Pavelić 27’ | Marcatori |  |

| Arbitro: | Dario Bel |

|                                 |           |                          |
| Zwoliński 63’, 74’ Atiemwen 65’ | Marcatori | 71’ Jelić 78’, 89’ Mendy |

| Arbitro: | Fran Jović |

|                      |           |                                         |
| Atiemwen 5’ Miya 47’ | Marcatori | 41’ (rig.) Andrić 83’ Muhar 90+3’ Mamut |

| Arbitro: | Marin Vidulin |

|  |           |                               |
|  | Marcatori | 26’ Miya 40’ (rig.) Zwoliński |

| Arbitro: | Damir Batinić |

|                          |           |  |
| Marina 11’ Zwoliński 69’ | Marcatori |  |

| Arbitro: | Goran Gabrilo |

|  |           |                       |
|  | Marcatori | 74’ Suk 78’ Zwoliński |

| Arbitro: | Mario Zebec |

|  |           |              |
|  | Marcatori | 49’ Carvajal |

| Arbitro: | Ivan Vučković |

|  |           |               |
|  | Marcatori | 57’ Zwoliński |

| Arbitro: | Tihomir Pejin |

|  |           |                                         |
|  | Marcatori | 42’ Kastrati 70’ Uzuni 81’ D. Halilović |

| Arbitro: | Fran Jović |

|                            |           |                     |
| Zwoliński 54’ Atiemwen 80’ | Marcatori | 45+1’ (rig.) Puljić |

| Arbitro: | Zdenko Lovrić |

|  |           |              |
|  | Marcatori | 50’ Atiemwen |

| Arbitro: | Ante Čuljak |

|            |           |                                         |
| Andrić 10’ | Marcatori | 32’ Dvorneković 44’ Atiemwen 49’ Marina |

| Arbitro: | Fran Jović |

|              |           |           |
| Atiemwen 14’ | Marcatori | 31’ Jairo |

| Arbitro: | Dario Kulušić |

|  |           |               |
|  | Marcatori | 62’ Zwoliński |

| Arbitro: | Igor Križarić |

|  |           |                              |
|  | Marcatori | 48’ J. Rodríguez 90+3’ Regan |

| Arbitro: | Ivan Bebek |

|           |           |  |
| Šitum 55’ | Marcatori |  |

| Arbitro: | Goran Gabrilo |

|         |           |                            |
| Suk 11’ | Marcatori | 40’ (rig.) Marić 74’ Grgić |

| Arbitro: | Goran Gabrilo |

|                           |           |                          |
| Radonjić 32’ Ivanušec 75’ | Marcatori | 43’ Čabraja 88’ Atiemwen |

| Arbitro: | Dario Bel |

|           |           |                                                 |
| Acosty 6’ | Marcatori | 30’ (rig.) Zwoliński 57’ Dvorneković 87’ Maloča |

| Arbitro: | Ivan Bebek |

|                          |           |  |
| Krstanović 3’ Puclin 13’ | Marcatori |  |

| Arbitro: | Dalibor Mlakar |

|                    |           |                    |
| Lovrić 11’ Suk 85’ | Marcatori | 4’ Serderov 6’ Rak |

| Spalato 23 febbraio 2019, ore 17:30 CET (UTC+1) 22ª giornata | Hajduk Spalato | 0 – 0 referto | HNK Gorica | Stadio municipale di Poljud (6 708 spett.)\| Arbitro: \| Marin Vidulin \| |
| Arbitro:                                                     | Marin Vidulin  |               |            |                                                                           |

| Arbitro: | Igor Križarić |

|                               |           |                |
| Ndiaye 21’, 44’ Zwoliński 37’ | Marcatori | 82’ Lisakovich |

| Arbitro: | Mario Zebec |

|  |           |                         |
|  | Marcatori | 45’ Suk 66’, 89’ Ndiaye |

| Arbitro: | Duje Strukan |

|                   |           |                               |
| Lovrić 57’ (rig.) | Marcatori | 25’ (rig.), 61’ (rig.) Andrić |

| Arbitro: | Fran Jović |

|                      |           |                 |
| Škorić 57’ Ejupi 69’ | Marcatori | 40’, 58’ Lovrić |

| Arbitro: | Igor Križarić |

|  |           |                   |
|  | Marcatori | 37’, 84’ Radonjić |

| Arbitro: | Ivan Vučković |

|            |           |  |
| Lovrić 48’ | Marcatori |  |

| Arbitro: | Mario Zebec |

|                                                            |           |                                   |
| Ndiaye 22’ Lovrić 34’ (rig.) Dvorneković 38’ Zwoliński 90’ | Marcatori | 9’, 86’ Krstanović 62’ (aut.) Suk |

| Arbitro: | Igor Pajač |

|                          |           |                                        |
| Serderov 13’ Šimunec 80’ | Marcatori | 23’ (rig.) Lovrić 58’ (rig.) Zwoliński |

| Arbitro: | Damir Batinić |

|                                    |           |  |
| Miya 11’, 47’ Zwolinski 45’ (rig.) | Marcatori |  |

| Arbitro: | Marin Vidulin |

|              |           |                   |
| Mrkonjić 83’ | Marcatori | 17’ (rig.) Ndiaye |

| Arbitro: | Damir Batinić |

|                                                       |           |           |
| Ndiaye 59’ Dvorneković 71’ Zwoliński 80’ Muhammed 83’ | Marcatori | 31’ Regan |

| Arbitro: | Goran Gabrilo |

|                              |           |            |
| Moro 17’ Olmo 21’ Leovac 71’ | Marcatori | 25’ Ndiaye |

| Arbitro: | Ivan Bebek |

|         |           |  |
| Suk 57’ | Marcatori |  |

| Arbitro: | Mario Zebec |

|                                    |           |                          |
| Ivanušec 51’ (rig.) N. Burić 90+2’ | Marcatori | 14’, 60’ Lovrić 52’ Miya |

Fonte: Federazione Calcistica della Croazia